# Économie du Panama
L'économie du Panama, du fait de sa position géographique, est largement orientée vers les services, les banques, le tourisme et le commerce. Le secteur des services, incluant le canal de Panama, contribue pour 80 % à son produit intérieur brut.
Le Panama est le dixième pays le plus inégalitaire au monde en 2016. Le pays est également un important paradis fiscal qui refuse de lever son secret bancaire.
Le Panama est membre de la Banque interaméricaine de développement et ses principaux partenaires commerciaux sont les États-Unis, Canada, le Venezuela, la Colombie, le Mexique, les Pays-Bas, le Japon, l'Espagne, le Costa Rica et l'Allemagne.
Une filiale de la multinationale First Quantum Minerals entreprend à partir de février 2019 l'exploitation d'une mine de cuivre au Panama, malgré l'annulation en justice de la concession pour raisons environnementales. La Cour suprême panaméenne avait en effet déclaré anticonstitutionnel le projet de minier, invoquant les dégâts pour les sols, la végétation, l'air et l'eau, et estimant que l'exploitation léserait l’État et les ressources naturelles du pays. Le gouvernement a cependant donné son accord au projet. Selon les estimations de l'entreprise, l'exploitation doit permettre d'exporter quelque 320.000 tonnes de cuivre par an, pour une valeur de 2 milliards de dollars.

## Production
En 2018, le Panama a produit:
- 2,9 millions de tonnes de canne à sucre;
- 400 000 tonnes de banane;
- 314 000 tonnes de riz;
- 112 000 tonnes de maïs;
- 109 000 tonnes d'ananas;
- 46 000 tonnes d'huile de palme;
- 40 000 tonnes d'orange;
- en plus de petites productions d'autres produits agricoles tels que pastèque, manioc, noix de coco, oignon, pomme de terre, tomate, igname etc. [5]

L'agriculture occupe la moitié de la superficie du pays. Les principaux produits agricoles exportés sont :
- Canne à sucre
- Café
- Banane

La production pour le marché intérieur se compose de :
- Riz
- Maïs
- Haricot

L'élevage se développe rapidement. Les réserves de pêche (principalement crevettes) sont importantes. Le Panama dispose de grandes réserves d'acajou. Les principales industries sont celles de la transformation des aliments, de la confection de vêtements, du papier et des matériaux de construction. Le Panama exporte également du pétrole raffiné. La zone autour du canal est la principale zone économique du Panama. Le canal génère des revenus grâce aux taxes de transit. Le tourisme complète le panorama économique du pays. Au début des années 1990, le gouvernement a entamé un processus de privatisation d'entreprises dans le but de réduire les dépenses publiques.